# Kappefjella
Die Kappefjella (norwegisch für Umhanggebirge) ist eine Gebirgsgruppe im ostantarktischen Königin-Maud-Land. Sie ist Teil des Mühlig-Hofmann-Gebirges und liegt zwischen den Gletschern Tønnesenbreen und Flogeken.
Wissenschaftler des Norwegischen Polarinstituts benannten sie 2016 deskriptiv, da der südliche Teil der Gebirgsgruppe durch Eismassen wie von einem Umhang eingehüllt ist.